# Xylorhiza tortifolia
Espèce
Classification phylogénétique
Xylorhiza tortifolia est une espèce de plantes à fleurs de la famille des Asteraceae, originaire du sud-ouest américain.

## Description morphologique

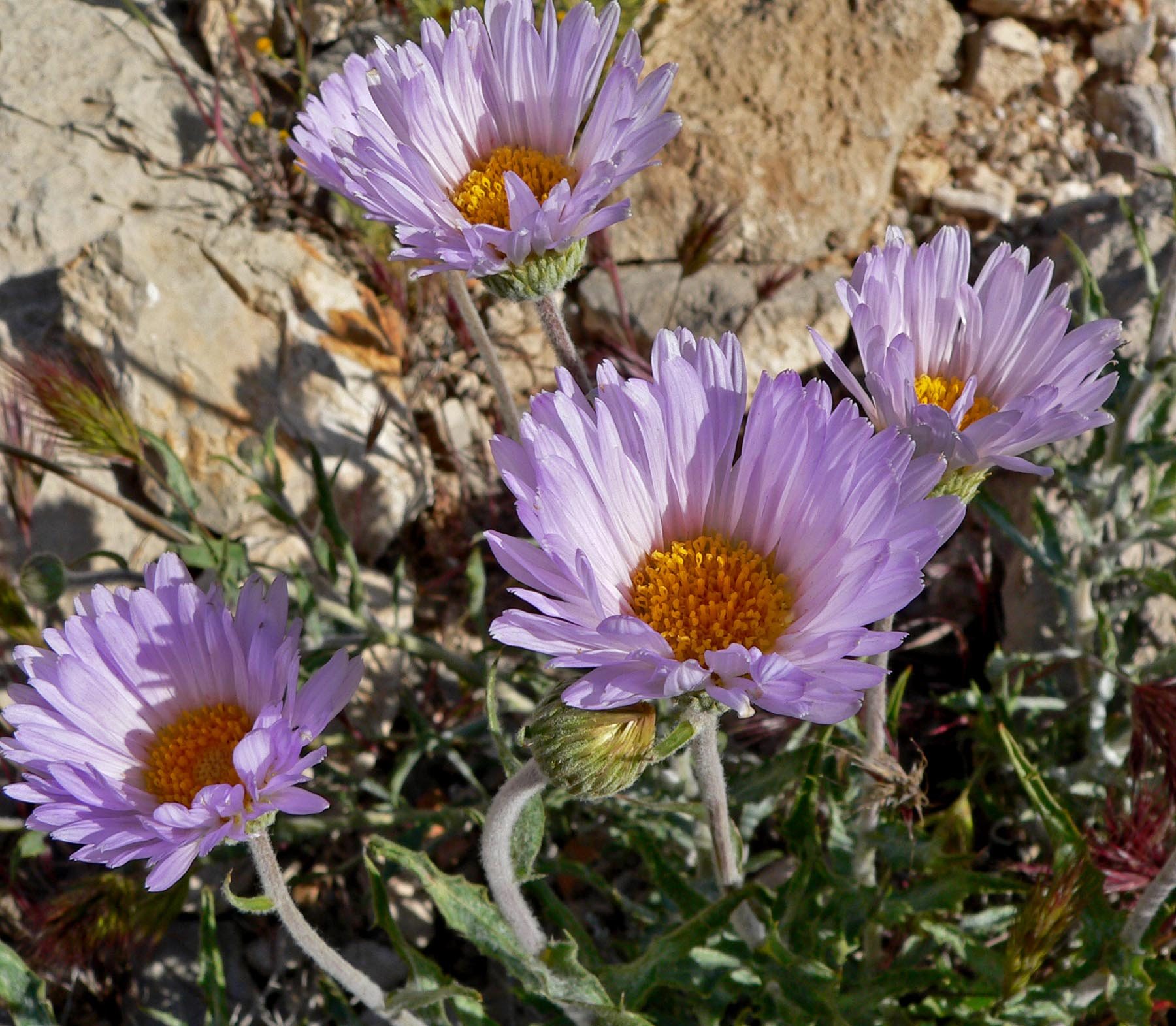
Détail d'une fleur.

### Appareil végétatif
C'est une plante herbacée pérenne formant un petit buisson de 30 à 75 cm de hauteur présente plusieurs tiges de couleur gris-vert, qui partent d'une même souche ligneuse. Les feuilles sont essentiellement réparties vers le bas de la tige ; la partie supérieure de la tige porte une inflorescence. Les feuilles, de 2,5 à 6,3 cm de long sur 0,3 à 2,5 cm de large, sont généralement couvertes de poils gris, mais peuvent être glabres. Elles sont de type lancéolé ou oblancéolé et portent sur leurs bordures des dentelures dont extrémité porte une épine terminale,.

### Appareil reproducteur
La floraison survient entre mars et mai, mais il peut y avoir une deuxième floraison annuelle en octobre.
Chaque tige porte un capitule précédé d'un involucre de 1,5 à 2 cm de diamètre. Chaque capitule est formé d'une couronne de couleur mauve pâle ou violet pâle (très rarement blanc) entourant un cœur jaune ; son diamètre moyen est de 5 cm (entre 2 et 6 cm généralement). Les fruits sont des aigrettes.
La formule chromosomique de Xylorhiza tortifolia est 2n=12, mais il existe des individus tétraploïdes à 2n=24.

## Répartition et habitat
Xylorhiza tortifolia vit dans les plaines et sur les pentes des zones arides rocheuses du sud-ouest des États-Unis, où on peut parfois la rencontrer en bordure de route. À l'état natif, elle vit généralement au sein de la communauté végétale Larrea tridentata. Elle pousse entre 250 et 2 000 m d'altitude.
Son aire de répartition, assez réduite, ne couvre qu'une partie des États de la Californie, du Nevada, de l'Arizona et de l'Utah. Xylorhiza tortifolia est assez similaire à une espèce proche, Xylorhiza wrightii, qui pousse au Texas et au Mexique.

## Systématique

### Taxonomie
Cette espèce fut décrite en 1845 sous le nom Haplopappus tortifolius par le médecin, chimiste et botaniste américain John Torrey et par son disciple et collaborateur, le botaniste américain Asa Gray. Edward Lee Greene a placé en 1896 cette composée dans le genre Xylorhiza. Rebaptisée Machaeranthera tortifolia en 1957 par Arthur John Cronquist et David Daniels Keck, de nombreux auteurs l'ont appelé par ce nom. De nos jours, c'est Xylorhiza tortifolia qui est l'appellation valide, car le genre Xylorhiza regroupe toutes les espèces autrefois placées dans le genre Machaeranthera possédant une souche ligneuse et vivant dans les zones désertiques,.
De nombreux noms différents ont été attribués à cette plante,:
- Haplopappus tortifolius Torr. & Gray
- Aster abatus Blake
- Aster goodingii Onno
- Aster mohavensis Coville, non Kuntze
- Aster tortifolius (Torr. & Gray) Gray, non Michx.
- Machaeranthera tortifolia (Torr. & Gray) Cronq. & Keck
- Wyethia ovata var. funerea
- Xylorhiza lanceolata Rydb.
- Xylorhiza scopulorum A. Nels.

### Variétés
Il existe deux variétés de Xylorhiza tortifolia,:
- Xylorhiza tortifolia var. imberbis (Cronq.) T.J. Wats : la plante est entièrement glabre, sauf parfois la bordure des feuilles qui porte quelques poils épars.
- Xylorhiza tortifolia var. tortifolia (Torr. & Gray) Greene : tige, feuilles et involucres sont velus.

### Médias
- Galerie de photos de Xylorhiza tortifolia sur le site Calphotos (University of California, Berkeley)